# Famienkro
 Famienkro è una città e sottoprefettura della Costa d'Avorio appartenente al dipartimento di Prikro. Conta una popolazione di 11 217 abitanti (censimento 2014).